# Prix Glenn-Gould

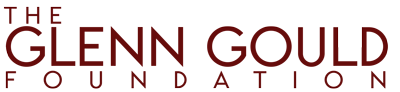
Logotype actuel de la Fondation Glenn Gould.

Le prix Glenn-Gould est un prix international décerné par la Fondation Glenn Gould à la mémoire du pianiste canadien Glenn Gould. Il est décerné tous les deux ans à une personne vivant en reconnaissance de ses contributions à la musique. Avant 2011, il était attribué tous les trois ans.

## Récompenses

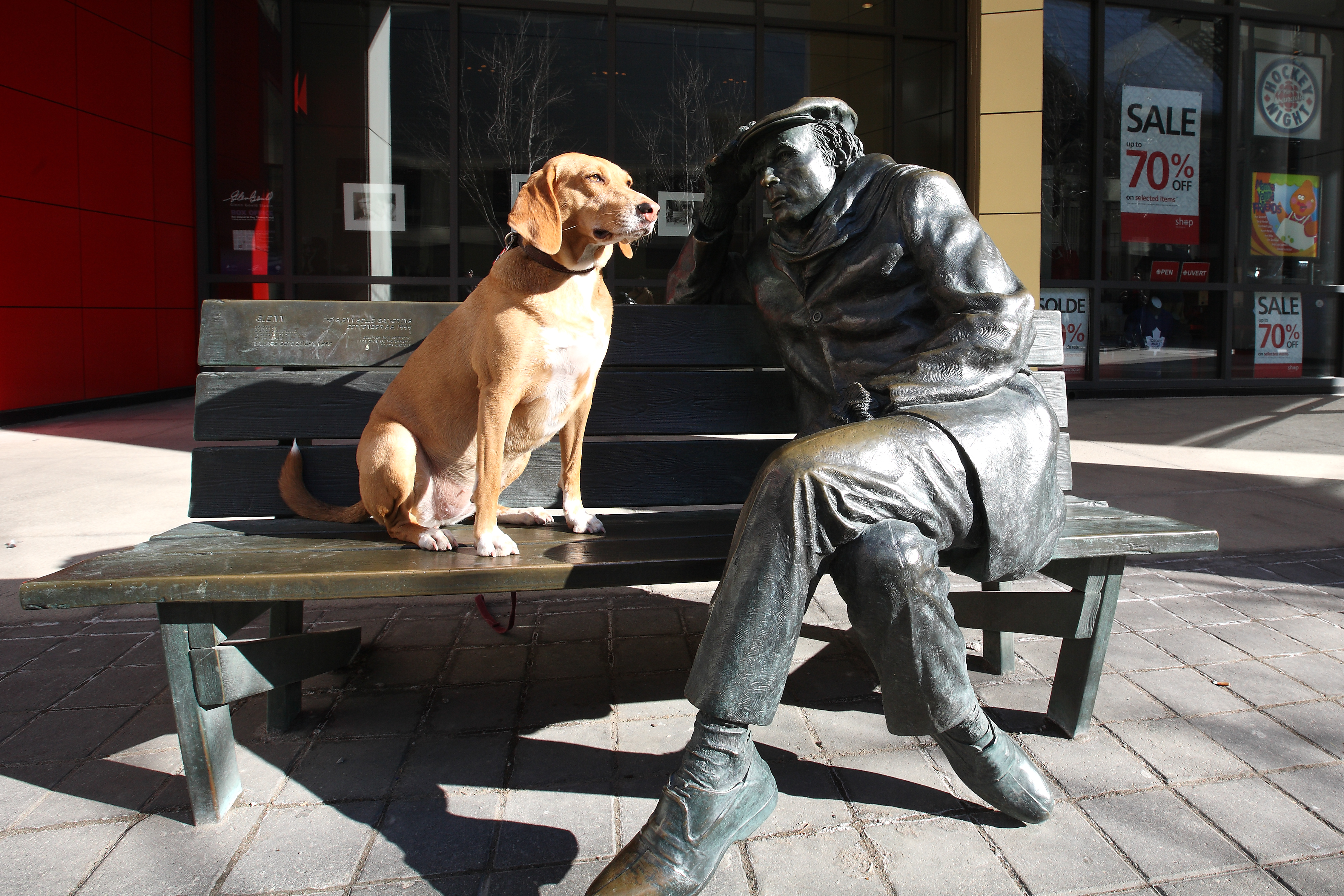
Statue de Glenn Gould devant le Canadian Broadcasting Centre, réalisée par Ruth Abernethy.

Les lauréats du prix recevaient jusqu'en 2013 une bourse de 50 000 $, un montant qui a depuis doublé. Depuis 1993, ils ont également la responsabilité de nommer le bénéficiaire du Prix du Protégé de Toronto Glenn-Gould. Les protégés reçoivent 15 000 $, ainsi qu'une sculpture en bronze de Glenn Gould conçue par Ruth Abernethy,. Les lauréats obtiennent la même statuette, mais aussi une œuvre réalisée par un artiste canadien. Un portrait de chaque lauréat est également affiché dans Toronto au studio Glenn Gould de la Société Radio-Canada.
Les membres du jury changent chaque année et celui-ci se compose généralement de personnalités de renom du monde entier. Le prix est financé par le Fonds Prix Glenn-Gould, qui a été créé grâce à Floyd S. Chalmers. Le fournisseur principal est le conseil du Canada.
Le prix Glenn-Gould est parfois surnommé le « prix Nobel des arts ».

## Vainqueurs
Lauréats
- 1987 : R. Murray Schafer[9]
- 1990 : Yehudi Menuhin[9]
- 1993 : Oscar Peterson[9]
- 1996 : Tōru Takemitsu[9]
- 1999 : Yo-Yo Ma[9]
- 2002 : Pierre Boulez[9]
- 2005 : André Previn[9]
- 2008 : José Antonio Abreu[9]
- 2011 : Leonard Cohen[10]
- 2013 : Robert Lepage[2]
- 2015 : Philip Glass[11]
- 2018 : Jessye Norman[12]
- 2020 : Alanis Obomsawin[13]

Protégés
- 1993 : Benny Green[6]
- 1996 : Tan Dun[6]
- 1999 : Wu Man[6]
- 2002 : Jean-Guihen Queyras[14]
- 2005 : Roman Patkoló (de)
- 2008 : Gustavo Dudamel[4]
- 2011 : The Children of Sistema Toronto[4]
- 2013 : L'orchestre d'hommes-orchestres[15]
- 2015 : Timo Andres (en)[3]
- 2018 : Cécile McLorin Salvant[16]